# 周勳
周勳（1481年—？），字良弼，福建汀州府上杭縣人，竈籍，明朝政治人物。

## 生平
正德二年（1507年）丁卯科福建鄉試第三名舉人。正德六年（1511年）中式辛未科會試第二百七十五名，登第三甲第三十四名進士。

## 家族
曾祖周□；祖父周璇；父周廣濶，母梁氏。具庆下。